# 波浪運載火箭
波浪號運載火箭（俄语：Волна，羅馬化：Volna，「波浪」），是由潜射弹道导弹發展成的俄羅斯人造衛星運載火箭。該火箭是基於馬薩契夫设计局設計的R-29飛彈發展成，與静海运载火箭載具有關係。波浪號運載火箭是使用液體燃料的三節火箭。它的彈頭部分可以在使用附加的升壓發動機狀態下將酬載送入軌道，或者是進行可在發射地點回收的亞軌道飛行。波浪號火箭可使用德爾塔III級潛艇海上發射或陸上發射。

## 外部連結
- State Rocket Company Makayev
- Inflatable Re-entry vehicle
- Planetary Society website （页面存档备份，存于）